# Jan Victors

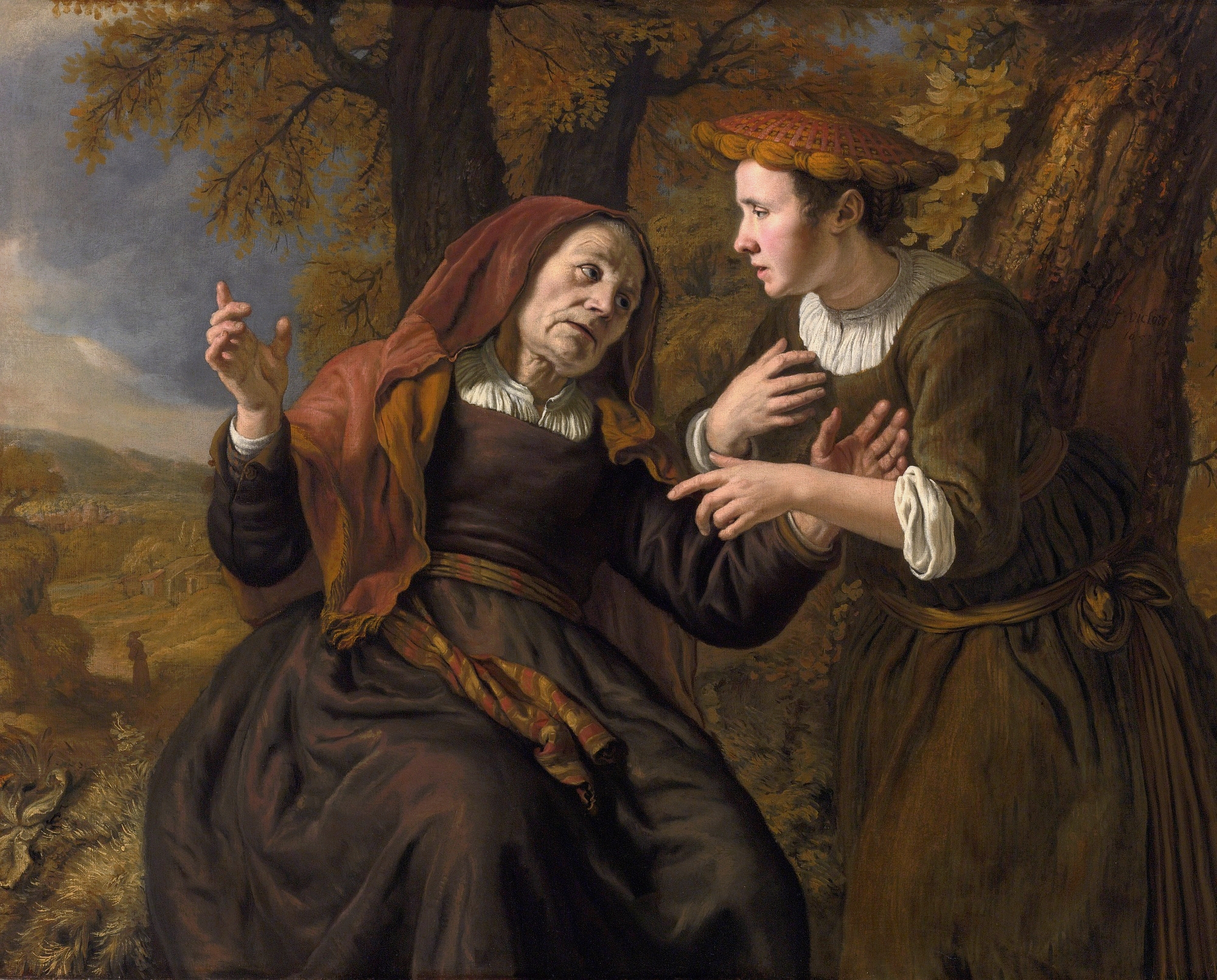
Rut jurando a Noemí, 1653

Jan Victors o Fictor (bautizado el 13 de junio de 1619 – diciembre de 1679) fue un pintor holandés de la Edad de Oro que se dedicó principalmente a la ejecución de pinturas históricas de escenas bíblicas, con algunas escenas de género. Pudo haber sido alumno de Rembrandt. Probablemente murió en las Indias Orientales Holandesas.
Era miembro consciente de la Iglesia Calvinista Reformada Holandesa, y por esta razón evitó crear arte que representara a Cristo, los ángeles o la desnudez.

## Trayectoria
Victors nació en Ámsterdam. Fue descrito en una lista de contribuyentes de impuestos de Haarlem en 1622 como alumno de Rembrandt van Rijn. Aunque no es seguro que trabajara con Rembrandt, está claro por su Joven en una ventana que había estudiado con atención las pinturas de Rembrandt. Solo tenía veinte años cuando pintó esta escena, y la expresión de expectación en el rostro de la joven muestra un notable estudio de su carácter. Parece haber abandonado la pintura mucho antes de 1672, cuando, como muchos pintores en Ámsterdam, cayó en malos tiempos y asumió el cargo de ziekentrooster ("consolador de los enfermos"), un papel de enfermero y clérigo profesional, en la Compañía Holandesa de las Indias Orientales en 1676. Probablemente murió poco después de su llegada a Indonesia, entonces las Indias Orientales Holandesas.

## Galería

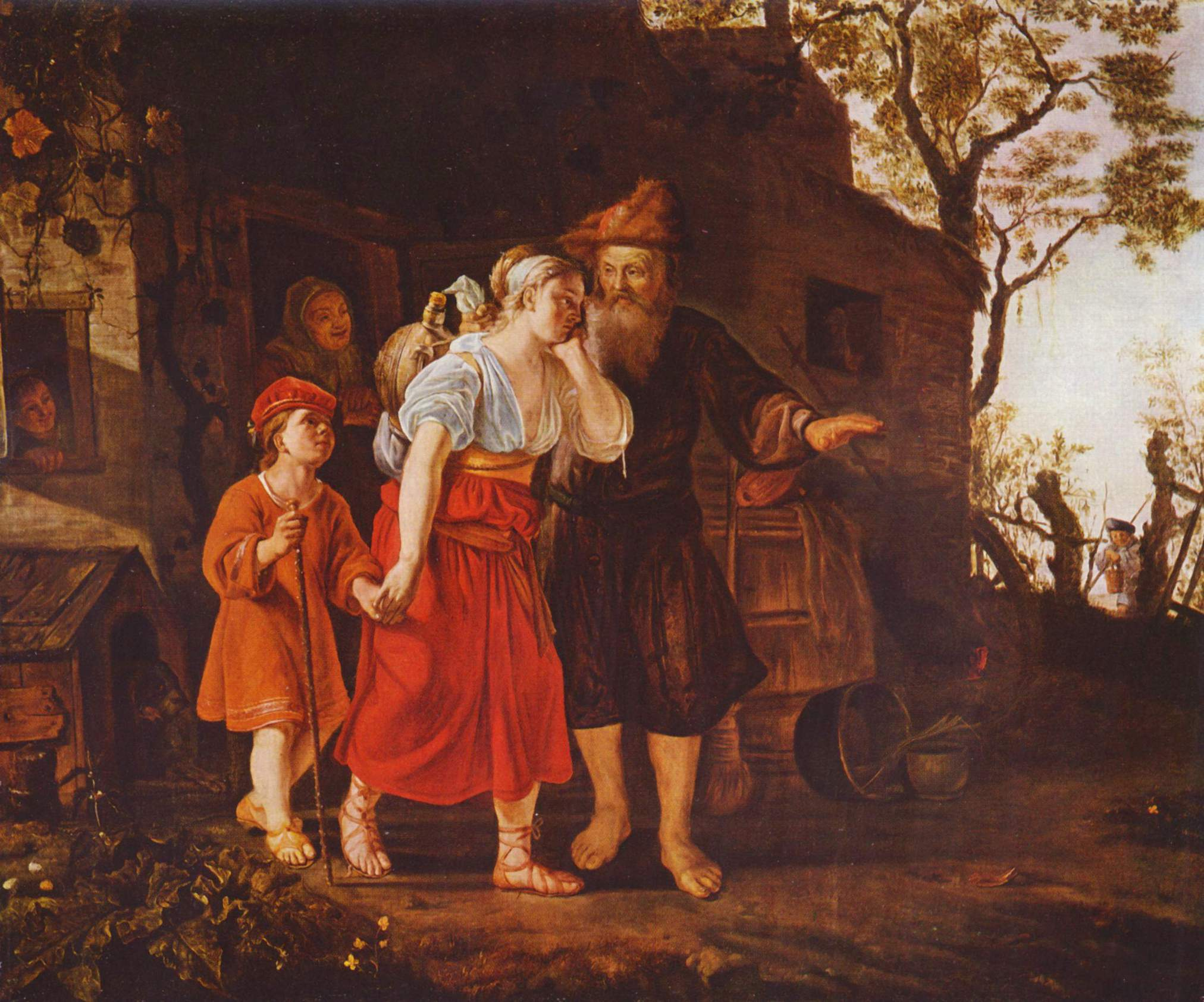
Los viajeros, 1635 Budapest .
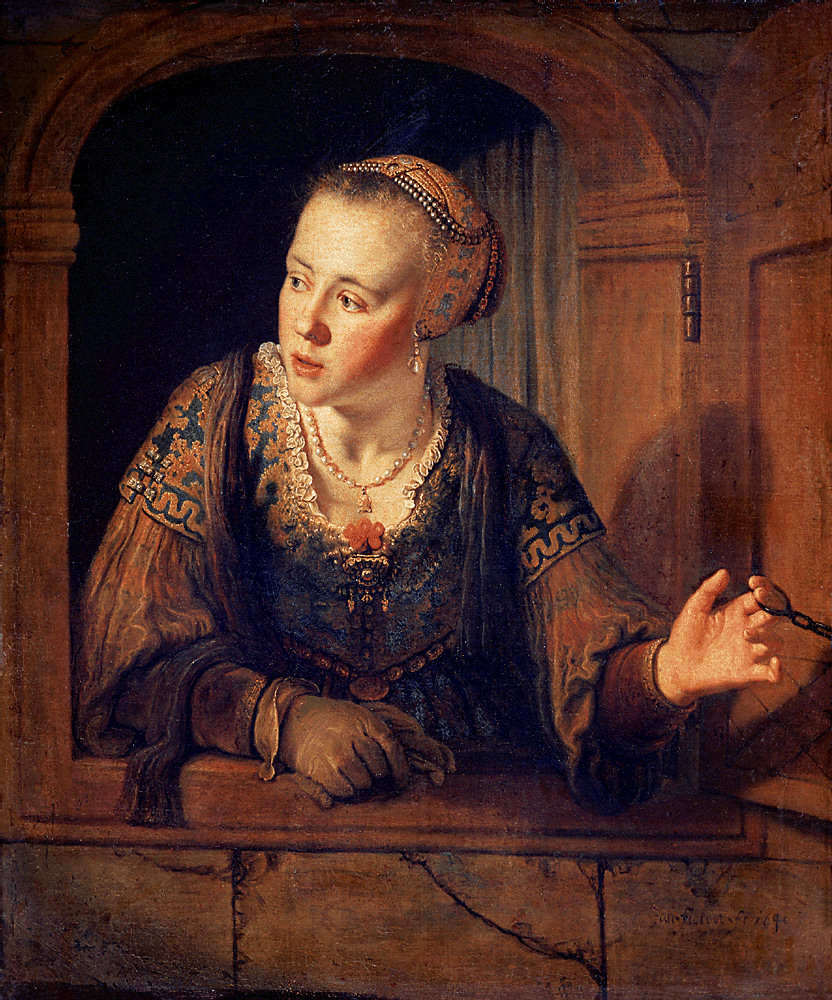
Joven en una ventana, 1640, Louvre .
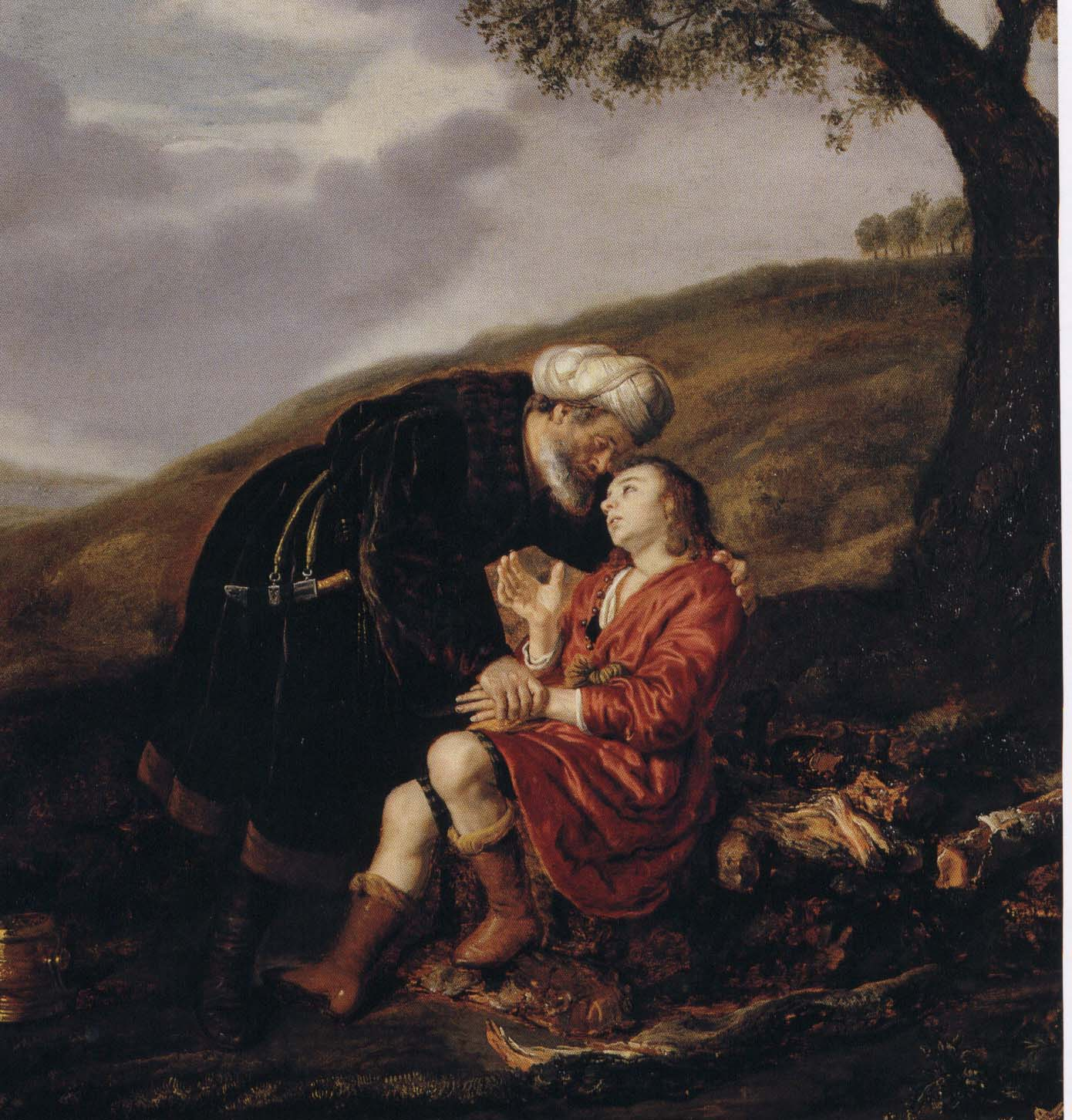
Abraham e Isaac antes del sacrificio, Museo de Arte de Tel Aviv, 1642.
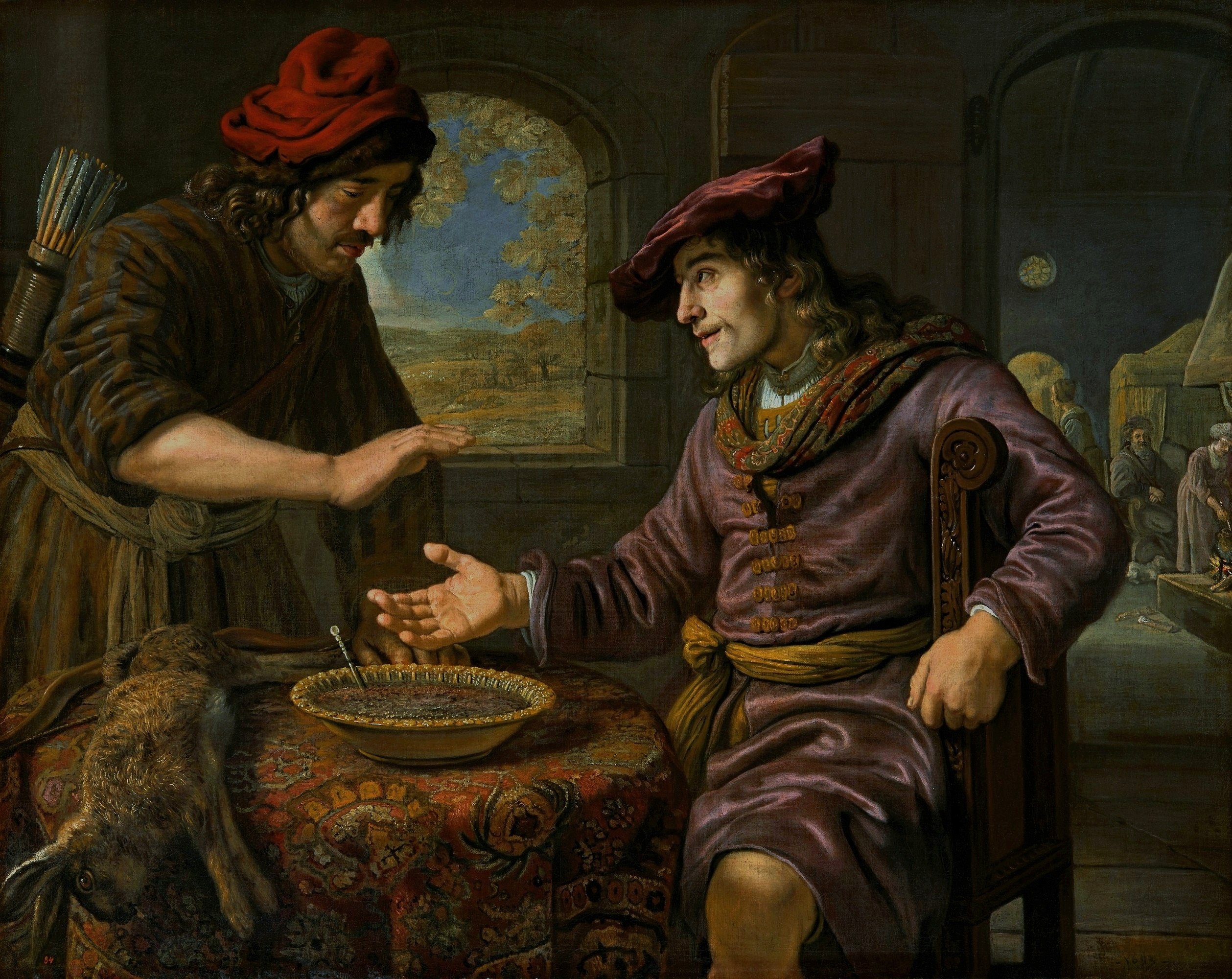
Esaú y el plato de lentejas, 1653.